# Lars-Theodor Jonsson
Lars-Theodor Jonsson (Strömsund, 10 novembre 1903 – Strömsund, 12 ottobre 1998) è stato un fondista svedese.

## Biografia
Nato a Frostviken di Strömsund, gareggiò nella 18 km dei II Giochi olimpici invernali di Sankt Moritz 1928, chiudendo al settimo posto.
Nel 1933 vinse il suo primo titolo nazionale, nella 15 km, e l'anno seguente ai Mondiali di Sollefteå vinse la medaglia di bronzo nella staffetta 4 × 10 km con Allan Karlsson, Arthur Häggblad e Nils-Joel Englund, con il tempo di 2:53:07. Nel 1935 vinse un altro titolo nazionale, nella 30 km.
Dopo il ritirò visse a lungo in una baracca di legno nella foresta di Alavattnet e partecipò a diversi documentari; l'ultima sua apparizione fu in De sista skidåkarna ("L'ultimo sciatore") di Jonas Sima ed Erik Eriksson (1988).

## Palmarès

### Mondiali
- 1 medaglia:
  - 1 bronzo (staffetta a Sollefteå 1934)

### Campionati svedesi
- 2 ori (15 km nel 1933; 30 km nel 1935)[2]